# Ossiacher See
Ossiacher See (słoweń. Osojskie jezoro) – trzecie co do wielkości jezioro w Karyntii położone w południowej Austrii, należące do powiatu Villach-Land u podnóża góry Gerlitzen.